# Droga krajowa B62 (Niemcy)
Bundesstraße 62 (B 62) – niemiecka droga krajowa przebiegająca z zachodu na wschód od skrzyżowania z drogą B256 koło Roth w Nadrenii-Palatynacie do skrzyżowania z drogą B19 w Barchfeld w Turyngii.
Droga krajowa 62n (niem. Bundesstraße 62n, B 62n) to fragment obwodnicy Siegen.
Droga zwana jest również „Hüttentalstraße”.

## Miejscowości leżące przy B62

### Nadrenia-Palatynat
Roth, Oettershagen, Nisterbrück, Wissen, Siegenthal, Niederhövels, Wallmenroth, Betzdorf, Kirchen (Sieg), Brühlhof, Freusburg, Euteneuen, Mudersbach.

### Nadrenia Północna-Westfalia
Siegen, Netphen, Eschenbach, Afholderbach, Lützel, Steinsiepen, Erndtebrück, Schameder, Melbach, Leimstruth, Holzhausen, Saßmannshausen, Bad Laasphe.

### Hesja
Wallau (Lahn), Biedenkopf, Eckenhausen, Buchenau (Lahn), Sterzhausen, Goßfelden, Göttingen, Coelbe-Buergeln, Kirchain, Niederklein, Lehrbach, Kirtorf, Ober Gleen, Angenrod, Leusel, Alsfeld, Eifa, Lingelbach, Gehau, Breitenbach am Herzberg, Niederjossa, Niederaula, Beiershausen, Asbach, Bad Hersfeld, Sorga, Friedewald, Unterneurode, Heimboldshausen, Röhrigshof, Philippsthal (Werra).

### Turyngia
Vacha, Dorndorf, Merkers-Kieselbach, Leimbach, Bad Salzungen, Immelborn, Barchfeld.